# ترینیداد، اروگوئه
ترینیداد، اروگوئه (به اسپانیایی: Trinidad) شهری در کشور اروگوئه، استان فلورس است که جمعیت آن در سرشماری سال ۲۰۰۴ میلادی ۲۰٬۹۸۲ نفر بوده‌است.